# Alejandro Castro (activista)
Alejandro Alberto Castro Castro (San Bernardo, 20 de septiembre de 1988 - Valparaíso, 4 de octubre de 2018) era un activista medioambiental chileno. Su muerte, oficialmente reconocida como un suicidio, ha sido sujeto de varias teorías conspirativas.

## Biografía
Alejandro Castro nació y creció en San Bernardo, criado por su madre, Alejandra Castro Romo, y por su abuela, Beatriz Romo. En su juventud, estudió en el Liceo N°7 de Ñuñoa y en el colegio Santa María, en Las Condes. Se involucró en la política a una edad joven, haciendo su primera toma de colegio en 2006. Conoció a su pareja, Maryam "Mandy" Jara, en 2007. El primero de abril de ese mismo año, fue ingresó en el servicio militar en Punta Arenas. Castro y su pareja tuvieron su único hijo, Benjamín León Castro Jara, en el 7 de julio de 2009.
En 2014, se hizo pescador y se mudó a Quintero, lo cual lo distanció de su hijo y su pareja. Ahí se involucró profundamente en el activismo político y tuvo otra pareja, Polet Urrutia, con la cual tuvo su única hija, Giuliana Castro Urrutia, quien nació en 2016 y falleció a los pocos meses. Durante su periodo cómo activista, había realizado varios llamados a organizar protestas por la causa medioambiental.

## Muerte
Varios meses antes de su muerte, había supuestamente sufrido de una “patología no diagnosticada” cual nunca fue tratada medicamente, lo cual lo hizo sufrir de una depresión y alcoholismo. Acordando a varios testigos, había tratado de suicidarse dos veces anteriores.
Durante la mañana del 3 de octubre de 2018, Castro, junto a varios dirigentes de Quintero, fueron a una protesta nacional convocada por el gremio de profesores. Al volver, tomó "varios litros" de cerveza y se peleó con su pareja, quien abordó en una micro hacia Concón. Solo, Castro caminó hacia una línea de metro. Llegó a poco antes de las 00:30 de la mañana, la hora donde supuestamente se ahorcó. Tenía una mochila puesta en el momento de su muerte.

### Investigación
Aunque los Carabineros de Chile y la Policía de Investigaciones descartaron la idea de que fue asesinado, la familia de Castro insistió en que había recibido amenazas de muerte los días anteriores, lo cual causó una investigación por parte del director general de la PDI, Héctor Espinosa. No hubo lesiones externas en su cuerpo visibles.
Una amiga de Castro, Carolina Orellana, dijo que un policía no identificado le había gritado durante una protesta, “Alejandro Castro, ¡Te tenemos fichado!" y que "Lo querían meter preso de la nada".

Sufrió amenazas directas de funcionarios de la Séptima Comisaria de Valparaíso que llegaron a Quintero. Eso sucedió tras la segunda marcha, que tuvo lugar el 23 septiembre. Por lo mismo surgen las dudas. Sus cercanos esperan saber de las fuentes oficiales cuáles fueron las causas reales de su deceso.
Carolina Orellana

La pareja de Castro comentó:

Lo que yo creo es que lo mataron, que fue el Estado el que lo mató, que nos quiere callar porque saben que están equivocados y aparte no es cualquier persona, es dirigente sindical, es alguien que llevaba la batuta aquí en Quintero.
Polet Urrutia

### Legado
Su funeral fue organizado el 7 de octubre en el Cementerio Municipal de Quintero. Durante la conmemoración, su madre comentó:

Yo no sé si lo mató una persona. No sé lo que de verdad pasó.
Alejandra Castro

Luego de su muerte, su figura se convirtió en un símbolo de la lucha medioambiental. Además, su muerte ha sido sujeto de varias teorías conspirativas, las cuelas sugieren que el estado de Chile lo asesinó o estuvo involucrado en su muerte. También ha sido comparado a Macarena Valdés, otra activista medioambiental quien murió en circunstancias sospechosas.